# 愛の唄 〜チョンマル サランヘヨ〜
愛の唄 〜チョンマル サランヘヨ〜（あいのうた-）は、SMAPの草彅剛がチョナン・カン名義で発売したシングル。

## 内容
- シャ乱Qのメンバーであるつんく♂がプロデュースを担当した。後に、つんく♂がアルバム『TAKE1』にて、セルフカバーした。

## 収録曲
1. 愛の唄～チョンマル サランヘヨ～
作詞：つんく／韓国語訳詞：チョナン・カン／作曲：つんく／編曲：鈴木Daichi秀行
  - フジテレビ系「チョナン・カン」テーマ・ソング
  - 日本ケンタッキー・フライド・チキン「韓国風ツイスター」CMソング
2. 愛の唄～チョンマル サランヘヨ～（A COOL BOY REMIX）
3. 愛の唄～チョンマル サランヘヨ～（MUSIC TRACK）